# La vache qui lit
La vache qui lit – szwajcarska nagroda literacka przyznawana przez miasto Zurych twórcom literatury dziecięcej, zwana również Zürcher Kinderbuchpreis.

## Laureaci nagrody
- 1976 Frederik Hetmann(inne języki)
- 1980 Peter Härtling
- 1981 Gudrun Pausewang
- 1982 Paul Maar(inne języki), Willi Fährmann(inne języki)
- 1983 Gudrun Pausewang, Gudrun Mebs(inne języki)
- 1984 Gudrun Mebs(inne języki)
- 1985 Otti Pfeiffer(inne języki), Ernst Nöstlinger(inne języki), Klaus Kordon(inne języki)
- 1987 Rafik Schami(inne języki), Hedi Wyss(inne języki)
- 1989 Inge Meyer-Dietrich(inne języki)
- 1990 Michael Ende, Christine Nöstlinger, Simone Klages(inne języki)
- 1991 Paul Maar(inne języki), Susanne Fülscher(inne języki), Klaus Kordon(inne języki)
- 1992 Monika Feth(inne języki), Maria Tidl(inne języki)
- 1994 Ghazi Abdel-Qadir(inne języki)
- 1995 Mirjam Pressler(inne języki), Sophie Brandes(inne języki)
- 1997 Anita Siegfried(inne języki)
- 1998 Cornelia Funke
- 2000 Karen-Susan Fessel(inne języki), Anita Siegfried(inne języki), Mirjam Pressler(inne języki)
- 2001 Mirjam Pressler(inne języki), Karen-Susan Fessel(inne języki), Zoran Drvenkar(inne języki), Rudolf Herfurtner(inne języki)